# Syngnathus springeri
Syngnathus springeri är en fiskart som beskrevs av Earl Stannard Herald 1942. Syngnathus springeri ingår i släktet Syngnathus och familjen kantnålsfiskar. Inga underarter finns listade i Catalogue of Life.